# アスパラギン酸-4-デカルボキシラーゼ
アスパラギン酸-4-デカルボキシラーゼ(Aspartate 4-decarboxylase、EC 4.1.1.12)は、以下の化学反応を触媒する酵素である。
L-アスパラギン酸 {\displaystyle \rightleftharpoons } L-アラニン + CO2
従って、この酵素の1つの基質はL-アスパラギン酸、2つの生成物はL-アラニンと二酸化炭素である。
この酵素はリアーゼ、特に炭素-炭素結合を切断するカルボキシリアーゼに分類される。系統名は、L-アスパラギン酸 4-カルボキシリアーゼ (L-アラニン形成)(L-aspartate 4-carboxy-lyase (L-alanine-forming))である。他に、desulfinase、aminomalonic decarboxylase、aspartate beta-decarboxylase、aspartate omega-decarboxylase、aspartic omega-decarboxylase、aspartic beta-decarboxylase、L-aspartate beta-decarboxylase、cysteine sulfinic desulfinase、L-cysteine sulfinate acid desulfinase、L-aspartate 4-carboxy-lyaseとも呼ばれる。この酵素は、アラニン、アスパラギン酸の代謝及びシステイン代謝に関与している。補因子としてピリドキサールリン酸を必要とする。